# Исакова (Пермский край)
Исакова — деревня в Кудымкарском районе Пермского края. Входила в состав Белоевского сельского поселения. Располагается на левом берегу реки Лопвы северо-западнее от города Кудымкара. Расстояние до районного центра составляет 23 км. По данным Всероссийской переписи населения 2010 года, в деревне проживало 9 человек (5 мужчин и 4 женщины).

## История
По данным на 1 июля 1963 года, в деревне проживало 92 человека. Населённый пункт входил в состав Белоевского сельсовета.